# Chamaesciadium acaule
Chamaesciadium acaule – gatunek roślin z rodziny selerowatych (Apiaceae). Reprezentuje monotypowy rodzaj Chamaesciadium. Występuje w rejonie Kaukazu od południowej Rosji po Turcję i Iran.

## Morfologia
PokrójRoślina zielna, bylina o zredukowanej łodydze, tęgiej szyi korzeniowej i korzeniu palowym.
LiścieWszystkie w odziomkowej rozecie, ogonkowe, z pochwą liściową u nasady. Blaszka 1–2-krotnie pierzasto złożona.
KwiatyZebrane w luźne baldachy złożone, siedzące, z niewielkimi baldaszkami kończącymi ich odgałęzienia. Pokrywy i pokrywek równowąsko lancetowate, całobrzegie. Kielich z silnie zredukowanymi ząbkami. Płatki korony białe, eliptyczno jajowate, u nasady zbiegające, na szczycie zwężone i zagięte. Stylopodium krótko stożkowate z falistymi brzegami, zwieńczone dłuższymi od niego szyjkami słupka.
OwoceRozłupnie rozpadające się na dwie eliptyczno jajowate, bocznie spłaszczone rozłupki, nagie, z 5 nitkowato cienkimi żebrami.

## Systematyka
Gatunek i rodzaj z plemienia Careae z podrodziny Apioideae, rodziny selerowatych Apiaceae.
Takson wyodrębniany jako odmiana Chamaesciadium acaule var. simplex R.H.Shan & F.T.Pu (występujący w zachodnich Chinach) podniesiony został do rangi gatunku i wydzielony do osobnego rodzaju jako Dimorphosciadium shenii Pimenov & Kljuykov.